# Gouvernement Gafsa
Das Gouvernement Gafsa (arabisch ولاية قفصة, DMG Wilāyat Qafṣa) ist eines der 24 Gouvernements Tunesiens.
Es liegt im Zentrum des Landes und grenzt im Westen an Algerien. Es hat eine Fläche von 7807 km² und 341.600 Einwohner. Hauptstadt ist das gleichnamige Gafsa.

## Städte
- El Guettar
- El Ksar
- Gafsa
- Mdhila
- Métlaoui
- Moularès
- Redeyef
- Sened